# Шкемљевец
Шкемљевец (словен. Škemljevec) је насељено место у општини Метлика, регија Југоисточна Словенија, Словенија.

## Историја
До територијалне реорганизације у Словенији био је у саставу старе општине Метлика.

## Становништво
У попису становништва из 2011. године, Шкемљевец је имао 21 становника.
| Број ставовника према пописима | Број ставовника према пописима | Број ставовника према пописима |
| ------------------------------ | ------------------------------ | ------------------------------ |
| 1991                           | 2002                           | 2011                           |
| 20                             | 23                             | 21                             |